# Cyrestis ishigakina
Cyrestis ishigakina är en fjärilsart som beskrevs av Matsumura 1929. Cyrestis ishigakina ingår i släktet Cyrestis och familjen praktfjärilar. Inga underarter finns listade i Catalogue of Life.